# Kościerza
Kościerza [kɔɕˈt͡ɕeʐa] là một khu định cư ở quận hành chính của Gmina Sianow, trong Koszaliński, Zachodniopomorskie, ở tây bắc Ba Lan. Nó nằm khoảng 12 kilômét (7 mi) phía đông nam Sianów, 16 km (10 mi) phía đông Koszalin và 146 km (91 mi) về phía đông bắc của thủ đô khu vực Szczecin.
Cho đến năm 1653, ngôi làng là một phần của Duchy of Pomerania. Nó là một phần của Brandenburg, sau đó là Đức, cho đến khi kết thúc Thế chiến II. Đối với lịch sử sau chiến tranh của khu vực, xem Lịch sử của Pomerania.